# Abu Omar Tachfin
 (9 juillet 2025).
Tashfin ibn Ali (تاشفين بن علي) est un sultan mérinide ayant régné de 1361 à 1362.

## Biographie
Tashfin ibn Ali monte sur le trône en 1361, succédant à Ibrahim ibn Ali. Il est à son tour remplacé par Muhammad II ibn Faris en 1362.